# Alfredo Franco
Alfredo Franco (Dois Portos, 9 de Junho de 1888 – Lisboa, 3 de Abril de 1968) foi um industrial, jornalista e político português. 

## Biografia
Alfredo Franco desde muito cedo desenvolveu uma intensa atividade associativa e política, tendo ocupado o seu primeiro cargo político, em 1911, enquanto 1º secretário do Centro Operário de Monsanto. No mesmo ano integrou a direção do Grupo de Foot-ball de Benfica. 
Em 1919 foi eleito secretário-geral do Partido Socialista Português (P.S.P.) e no X Congresso do P.S.P., realizado em Tomar, em Maio de 1922, para além de ter sido eleito secretário nacional e geral, ficou com a responsabilidade da “propaganda e organização”.
Após o Congresso do Porto (1924), acumulou com o cargo de secretário internacional do P.S.P. ficando com a responsabilidade da correspondência com o estrangeiro, tratando, especificamente, da filiação do P.S.P. na Internacional Operária Socialista (I.O.S.).
Ocupou, igualmente, o cargo de Secretário do Conselho de Propaganda (G.P.E.S.). Foi presidente do Centro Socialista de Lisboa. Na qualidade de secretário-geral do P.S.P. serviu o partido durante cerca de três décadas.
Integrou o 19.º governo da 1ª república portuguesa, presidido por José Relvas, enquanto secretário de Estado do Trabalho, no ministério liderado pelo socialista Augusto Dias da Silva. Este ministério socialista teve uma grande importância, na medida em que, entre outras medidas, apresentou um projeto de lei do horário de trabalho que instituía as 8 horas de trabalho em Portugal. Relacionado com aquela experiência governativa, escreveu o livro “O Camarada Augusto”, Lisboa: Editor Lucas Martins, s.d. 
Refira-se que Alfredo Franco, pouco tempo antes, após a proclamação da monarquia no Porto, pela Junta Militar, a 19 de Janeiro de 1919, conjuntamente com Augusto Dias da Silva, tinha participado ativamente numa improvisada coluna militar e civil, que combateu as movimentações monárquicas, que ocorreram em Monsanto três dias depois. Pelo facto de ambos terem tido um papel relevante neste combate, foram convidados por José Relvas para assumir a pasta do trabalho num governo de unidade republicana.
Integrou a delegação que representou Portugal na 1ª Conferência Internacional do Trabalho que se realizou em Washington, em 1919.
Em 1920 foi eleito presidente da Federação Socialista de Desportos Atléticos (F.S.D.A.), uma organização que tinha como objetivo agrupar os grupos desportivos operários e promover a saúde física. A F.S.D.A. constituiu a secção portuguesa da Union Internationale d’Education Physique et Sportive du Travail. A F.S.D.A, em 1923, teria cerca de 3000 associados.
Nas eleições legislativas que se realizaram a 10 de Julho de 1921, foi candidato a deputado pelo P.S.P. sendo cabeça de lista pelo Círculo Oriental de Lisboa.
Foi vereador da cultura na Câmara Municipal de Lisboa, sob a presidência de João Catanho de Meneses (Janeiro a Julho de 1926).
No âmbito do movimento cooperativo, por influência, nomeadamente, da “Maison du Peuple”, de Bruxelas, esteve ligado à “Casa do Povo Portuense”, mais tarde chamada de “Cooperativa do Povo Portuense”. Para além disso, ocupou diversos cargos, tais como Diretor dos Serviços Industriais e Comerciais da Federação Nacional das Cooperativas, Presidente da Comissão Preventiva da Desocupação Forçosa, Diretor da Administração dos Bairros Sociais, Vogal efetivo do Conselho de Administração dos Bairros Sociais, Membro da Comissão Organizadora da Conferência Nacional da Habitação.
Em Março de 1933 participou numa conferência do Partido Socialista em Coimbra, sendo então secretário-geral do partido.
Em 1935, fundou e foi presidente da Sociedade Cooperativa Fraternidade Operária de Lisboa. No âmbito associativo, na Sociedade Filarmónica Euterpe de Benfica, enquanto músico, foi contrabaixista e, na qualidade de dirigente ocupou os cargos de secretário, diretor, vice-presidente e presidente da Assembleia Geral. Pertenceu, desde 1911, aos corpos diretivos de o “Foot-Ball de Bemfica Grupo Sportivo da Sociedade Euterpe”.
Foi Presidente da Assembleia Geral da Academia Recreativa Joaquim Xavier Pinheiro, situada na Alameda das Linhas de Torres, em Lisboa e sócio nº 1 do Rua Nova Foot-Ball Club. Criou, com Alfredo José Franco, seu filho mais novo, a Sociedade Cooperativa “Renovação”.

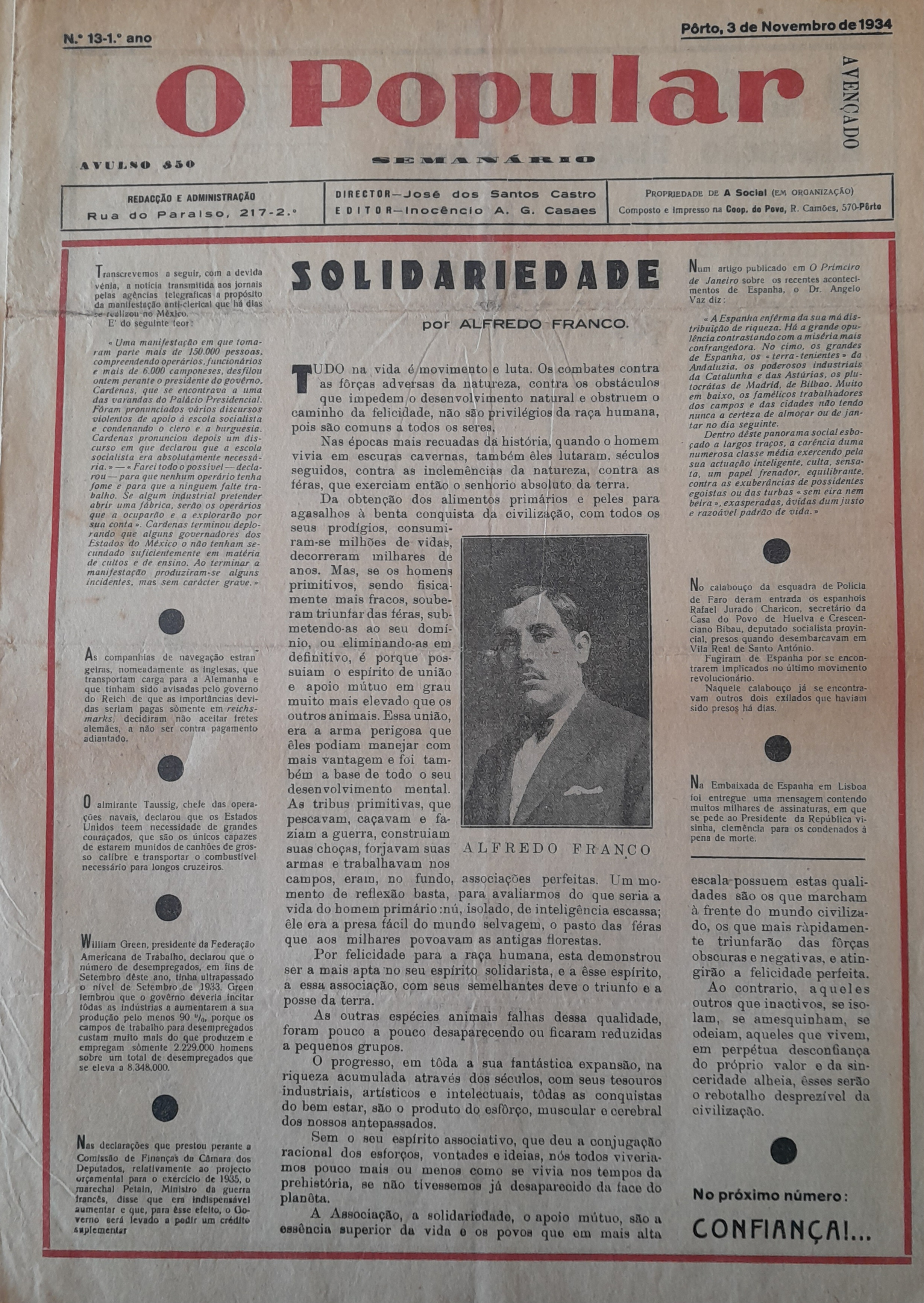
"Jornal "O Popular, Porto, 3.11.1934".

Enquanto jornalista, foi diretor dos jornais “O Combate – Diário Socialista da Manhã”, “O Popular”, “O Heraldo da Ordem Nova – Órgão Socialista”, “O Heraldo porta-voz do concelho de Loures”, “A Vida Social”, “O Rebate”, “A Razão”, “Vida Social. Revista Quinzenal de Reconstrução e Estudos Sociais”, “O Imparcial”, “A Filarmónica” e das revistas “Novos Horizontes” e “Trabalho”.
Pertenceu à redação do jornal “República Social”. No jornal “Vida Ribatejana” assinava uma crónica intitulada Memorial. Foi correspondente do jornal espanhol “EL Socialista”, onde escrevia uma crónica intitulada “Carta de Lisboa”.
Criou a Editorial Labor, uma cooperativa socialista que tinha por objetivo a edição de obras de índole doutrinária.
Durante a ditadura do Estado Novo esteve várias vezes preso, nomeadamente na prisão do Aljube. 

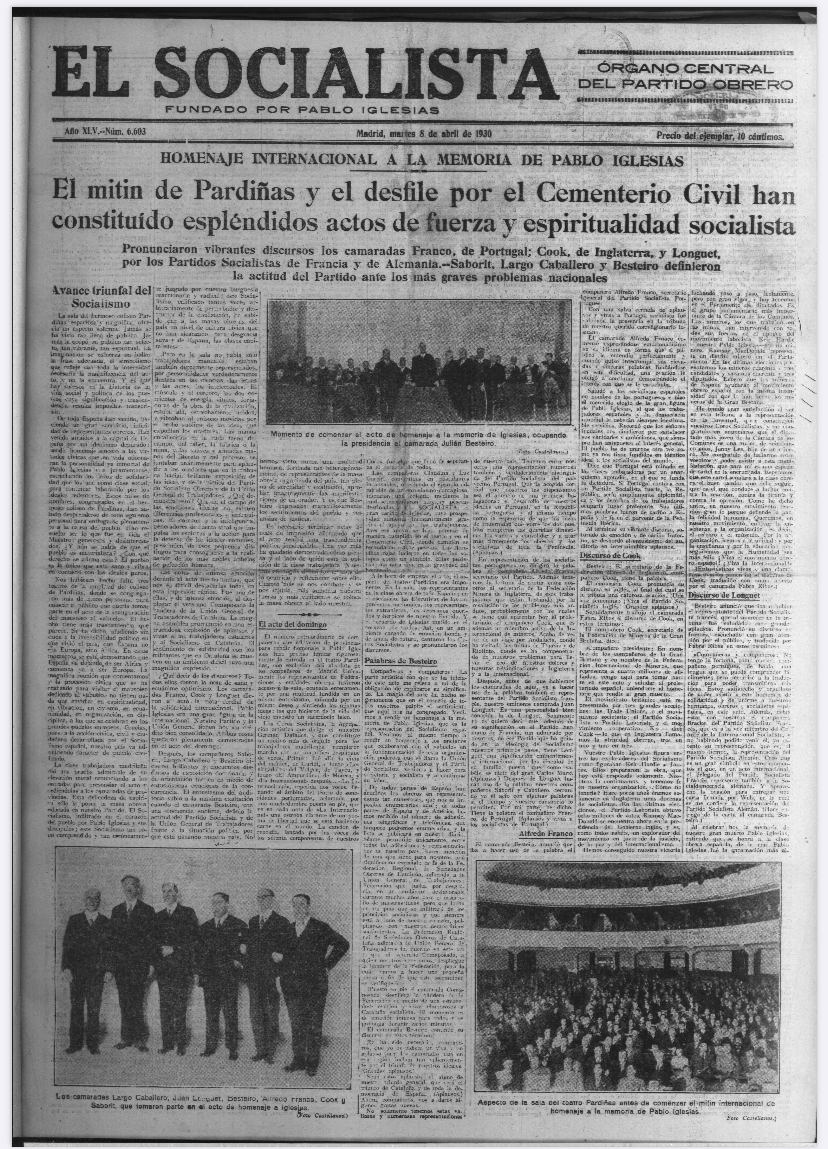
"El Socialista. Discurso de Alfredo Franco aquando da morte de Pablo Iglésias".

Foi amigo muito próximo de Pablo Iglesias, fundador do Partido Socialista Operário Espanhol (PSOE) e de Antonio Fabra Ribas, dirigente da Organização Internacional do Trabalho (OIT) e membro da comissão executiva do PSOE.
Enquanto industrial, fundou a “Sociedade Metalúrgica Vitória Lda.”, depois “Alfredo Franco Sucessor da Metalúrgica Vitória Lda.”, seguido da “Sociedade de Engenharia Erg. Lda.”, do “Consórcio Lisbonense de Construção Civil” que integrava diversas valências, nomeadamente a carpintaria, metalurgia, cerâmica e latoaria. Mais tarde, em 1920, funda a “Ferraria Franco Portuguesa”, uma empresa metalúrgica que se manteve ativa até 1980.
Alfredo Franco foi casado com Ermelinda da Conceição Silva Franco e pai de quatro filhos.

## Publicações
| Publicações periódicas                                                  |
| ----------------------------------------------------------------------- |
| Combate (O), 1919 - 1921.                                               |
| Filarmónica (A), Abril, 1913 e Abril, 1914.                             |
| Heraldo da Ordem Nova (O).                                              |
| Imparcial (O), 1915.                                                    |
| Popular (O), Lisboa, 1935.                                              |
| Popular (O), Porto, 1934 - 1935.                                        |
| Razão (A), 1915.                                                        |
| Rebate (O), 1918.                                                       |
| República Social, 1922 - 1934.                                          |
| Século (O), 1925.                                                       |
| Socialista (El), 1925 - 1935.                                           |
| Socialista (O), 1919.                                                   |
| Vida Social. Revista Quinzenal de Reconstrução e Estudos Sociais, 1920. |